# 墨西哥扁鲨
墨西哥扁鲨（学名：Squatina mexicana）是扁鲨科扁鲨属的一个种，通常出现在墨西哥湾70-180 m深的海底，体长可达88 cm（35英寸）。